# Schwangerschaftsphobie
Die Schwangerschaftsphobie oder auch Tokophobie (griech. phobos „Angst“, toko „Schwangerschaft“) ist eine spezifische Angststörung und bezeichnet die pathologische Angst vor einer Schwangerschaft oder Geburt.
Die Tokophobie wurde erstmals durch Kristina Hofberg in einer Studie im Jahre 2000 in Großbritannien untersucht. Demnach gaben 13 % der nicht schwangeren Frauen an, eine Schwangerschaft aufgrund von Angst zu vermeiden oder zu verschieben. Frauen mit Tokophobie würden oft besonders gründlich verhüten, sich häufiger sterilisieren lassen und auch ihre Partner häufiger zur Sterilisation drängen. Es käme auch vor, dass die Angst zu einem Schwangerschaftsabbruch führe. Die Studie kommt außerdem zu dem Schluss, dass 7 % aller Kaiserschnitte nur wegen der Angst vor der Geburt durchgeführt werden.
Man unterscheidet zwischen der primären (lebenslangen) und der sekundären (nach einer traumatischen Erfahrung) Tokophobie. Bei der primären Phobie spielt die Angst vor den Schmerzen bei einer Geburt nur vordergründig eine Rolle. Vielmehr richten sich die Befürchtungen der betroffenen Personen auf vermeintlich unfähige Ärzte oder Hebammen oder auf die Befürchtung, ein behindertes Kind zur Welt zu bringen. Auch besteht eine Angst, den Anforderungen als Mutter generell nicht gewachsen zu sein. Bei der sekundären wurde meist eine schon erfolgte Geburt als traumatisch erlebt. Postpartale Stimmungskrisen können als Folge einer Geburt auftreten und eine Tokophobie begünstigen. Besonders die Geburt eines toten Kindes oder die Diagnose einer schweren Fehlbildung kann Auslöser sein. Aber auch Zangengeburten und nicht geplante Kaiserschnitte, ebenso wie Partnerschaftskonflikte erhöhen das Risiko.
Die Angst vor der Geburt wird oft von den Müttern auf die Töchter übertragen. Über Generationen kommt es so zu einer Art „psychologischer Vererbung“. Dies ist noch ausgeprägter, wenn in der Familie auch eine negative Haltung zur Sexualität vorhanden war. So spielt bei etwa 12 % der betroffenen Frauen sexueller Missbrauch eine ursächliche Rolle.
Die Tokophobie kann durch eine Psychotherapie behandelt werden.